# Ilias Tsirimokos
Ilias Tsirimokos (in greco Ηλίας Τσιριμώκος; Lamia, 1907 – 14 luglio 1968) è stato un politico greco, ha ricoperto per un periodo molto breve la carica di primo ministro della Grecia dal 20 agosto al 17 settembre 1965.
Iniziò la sua militanza politica in giovane età entrando per la prima volta in Parlamento nel 1936 tra le file del Partito Liberale. Durante l'occupazione tedesca della Grecia cofondò un piccolo partito di sinistra (l'Unione della Democrazia Popolare) assieme al professore Alexandros Svolos.
Nel 1941 aderisce al Fronte di liberazione nazionale.
Alle elezioni del 1950, dopo la fine della guerra civile greca viene eletto in Parlamento come candidato socialista. Nel 1963 viene nominato Presidente del Parlamento.
Nell'estate del 1965 viene incaricato dal re Costantino II di formare un governo ma dopo poche settimane non riuscì ad ottenere la fiducia del Parlamento e venne sostituito da Stefanos Stefanopoulos.
| Controllo di autorità | VIAF (EN) 65272263 · ISNI (EN) 0000 0000 2172 9993 · LCCN (EN) n79000153 · GND (DE) 1045596663 |